# اندرونی

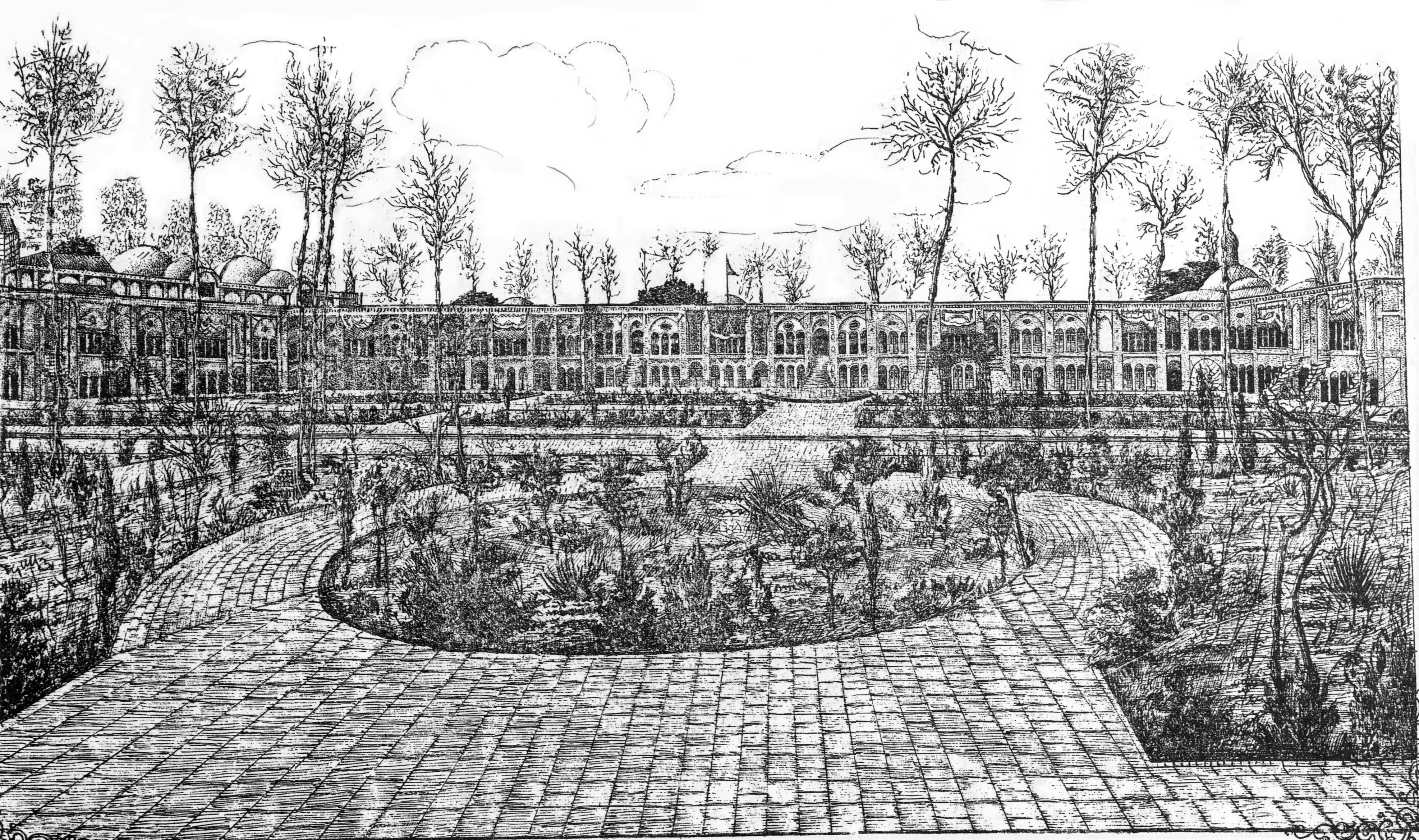
اندرونیِ کاخ گلستان

اَندرونی (آوانویسی: /andarūni/) بخش داخلی خانه‌های ثروتمندان در ایران بود که مخصوص زنان و فرزندان و خدمتگزاران بود. خانه‌های ثروتمندان به دو فضای داخلی-خصوصی و بیرونی-عمومی تقسیم می‌شد و دیوارهایی بلند بین این دو فضا وجود داشت که فضای داخلی را از دید به اصطلاح «نامحرم» نگاه می‌داشت که این امر به خوبی در خانه مشیرالملک اصفهان قابل مشاهده است. اندرونی در برابر بیرونی است که فضای عمومی خانه و معمولاً متعلق به مردان بود. اندرونی با در و دالان یا راهرویی باریک به حیاط‌هایی با باغچه‌های گل و درختان میوه، و پس از آن به بیرونی راه داشت. گاهی هم تنها پرده‌ای ضخیم اندرون و بیرون را از یکدیگر جدا می‌کرد.